# Igor Wassiljewitsch Schwez
Igor Wassiljewitsch Schwez (russisch Игорь Васильевич Швец, englisch Igor Shvets) ist ein russischer Physiker und Professor für Materialwissenschaften am Trinity College Dublin.

## Lebenslauf
Schwez erhielt seinen PhD am Moskauer Institut für Physik und Technologie im Jahr 1989 und wanderte 1990 nach Irland aus. Dort war er zunächst als Lecturer tätig, dann als Associate Professor und wurde 2007 zum Professor für angewandte Physik berufen. Von 2014 bis 2019 war er Dekan des Bereichs Physik (Head of School of Physics).

## Tätigkeit
Igor Schwez erstellt und charakterisiert Oberflächen mit XAS/NEXAFS, Röntgendichroismus (XMCD), Röntgenemissionsspektroskopie und Röntgenphotoelektronenspektroskopie.
Er gründete außerdem die Firmen Deerac Fluidics (heute zu Beckman Coulter), Cellix Ltd. und Miravex.